# Drâa-Tafilalet
Drâa-Tafilalet (en amazic: ⵜⴰⵎⵏⴰⴹⵜ ⵏ ⴹⵕⴰ - ⵜⴰⴼⵉⵍⴰⵍⵜ, àrab تامناضت نـ ضرا - تافیلالت) és una de les dotze noves regions en que s'ha organitzat el Marroc després de la reforma administrativa de 2015. La seva capital és Rachidia. Comprèn les províncies del Drâa de l'antiga regió Souss-Massa-Draâ així com les províncies de Tafilalet de l'antiga regió de Meknès-Tafilalet.
La regió està situada al sud-est del Marroc, al sud de l'Alt Atles. Limita al sud amb la frontera d'Algèria, a l'oest amb la regió Souss-Massa, al nord amb les regions de Marràqueix-Safi, Béni Mellal-Khénifra i Fes-Meknès, i a l'est per L'Oriental.

## Divisió territorial
La regió Drâa-Tafilalet comprèn les cinc províncies següents :
- la província de Ouarzazate (ⵜⴰⵙⴳⴰ ⵏ ⵡⴰⵔ ⵣⴰⵣⴰⵜ);
- la província de Tinghir (ⵜⴰⵙⴳⴰ ⵏ ⵜⵉⵏⵖⵉⵔ);
- la província de Zagora (ⵜⴰⵙⴳⴰ ⵏ ⵜⴰⵣⴰⴳⵓⵔⵜ).
- la província d'Errachidia (ⵜⴰⵙⴳⴰ ⵏ ⵉⵎⵜⵖⵔⵏ);
- la província de Midelt (ⵜⴰⵙⴳⴰ ⵏ ⵎⵉⴳⴷⵍⵜ);